# Monte Pembroke
Il Monte Pembroke (in inglese: Mount Pembroke), alto 2.015 metri, è situato nell'Isola del Sud della Nuova Zelanda, a nord del fiordo Milford Sound.
Prende il nome dal castello di Pembroke, nel Galles.